# Eupithecia malaisei
Eupithecia malaisei är en fjärilsart som beskrevs av Alexander Michailovitsch Djakonov 1929. Eupithecia malaisei ingår i släktet Eupithecia, och familjen mätare. Inga underarter finns listade.